# 成瀨瑛美
成瀬瑛美（日语：／ Naruse Eimi，2月16日—），是日本女性偶像歌手、配音員，為電波組.inc的前成員。日本福島縣郡山市出生，血型B型，身高160公分。暱稱為 Eitaso（日语：えいたそ）。在電波組.inc的口號是「High Tension A-POP Girl」，代表色為黃色。

## 簡歷

### 成長過程
福島縣郡山市出生。家裡是有父、母、祖母、妹妹的五人家庭，在家中是長女。
因為媽媽喜歡畫畫，受到其中喜歡的漫畫作品影響，自己從小就對漫畫有興趣。從幼稚園開始，Ribon、Nakayosi、ciao以及週刊少年Jump等四個刊物都有在看，從當時就說將來的夢想是當漫畫家。幼少時期，身邊都沒人對動畫卡通、漫畫有興趣的關係，自己覺得當時的自己是「超帥地在最前端」。幼稚園開始唱歌都很大聲，父母說「從那時起就很吵」，但也不是「愛現」，若發現氣氛不對時會馬上隱藏退縮起來，所以也不會是班上的中心人物。
念小學時迷上了SPEED，當時的友人指出她歌聲的音域高度模仿島袋寬子很像。另一方面，自己提到過比起漫畫而言對偶像沒什麼興趣，「我覺得漫畫超讚的，但從來就不覺得偶像讚！」。小學時代就愛看「東京大學物語」，裡面有很多過度對性的描寫，覺得「有這樣奇怪的想法也能生活啊」。而且，當時郡山市少有電視動畫播放，自己去找了很多各種的動畫來看，覺得有種「週遭的人不知道的動畫我都知道」的「謎的優越感」。
小學6年級開始對樂團有興趣，從表哥那邊借到了黃色的Fernandes ZO-3電吉他、買了樂譜並複印。自述對「ROCKIN'ON」系的樂團有興趣，當時有約定若定期考試的成績在前幾名就可以拿到零用錢，所以曾為了買想要的CD而努力讀書。同一時間也對漫畫更加熱情，開始有「把所有的作品都網羅吧！」的心情。一方面調查暢銷的作品，一邊積極參與同人活動，也開始接觸網路而去上漫畫批評網站。這些行動的基礎是為了「未來想進入動畫漫畫產業｣，「為了將來當漫畫家怎樣做才能成功」的考量而進行著漫畫雜誌的銷路和出版社動向的調查分析。
高中開始對視覺系樂團有興趣。與其說喜歡樂團本身，不如說是因為觀察那些追樂團的女孩們很有趣的關係。高中時也在中華料理店打工，打工的錢都花在郡山市當地的Live House「HIPSHOT JAPAN」。另外也因為沒多餘的錢可買CD，放學後都在Tower Records郡山店裡試聽所有的試聽機的CD。同樣也常去「郡山Big-i」的展望台眺望景色，一邊想著「雖然非常喜歡這裡，但將來某天要離開這裡做大事！」。而在中華料理店打工的經驗，也成為後來在女僕咖啡廳工作的基礎。

### 女僕咖啡廳
高中畢業後因為想做跟動漫有關的工作而去讀了都內的美術系大學，但因為注意到自己沒有美術才能而變成家裡蹲狀態，約有半年都只玩線上遊戲。當存款見底時開始覺得「不工作不行」，而在遊戲中的線上聊天被建議去女僕咖啡廳打工，因為直覺來了而馬上就開始了秋葉原女僕咖啡廳的打工。又因為和前述的中華料理店打工時的客人取得了連繫而感到非常快樂，自述有絕對能成功的自信，可以讓與自己會話後的人看起來幸福地回家深刻的經驗。
實際於女僕咖啡廳工作，覺得這工作很適合自己的個性，覺得是自己的天職，甚至想終其一生在秋葉原。另外，不曾有在人前唱歌的經驗，對店長請求設置舞台，進行現場演唱。當時並沒有「想成為偶像」，只是覺得在很多人面前唱歌很熱鬧很開心。曾有過接待出道前美術大學生時期的電波組.inc成員夢眠ねむ的經驗。夢眠在煩惱美術相關事情時，受到成瀬熱情的接待，覺得「這個是不用說明書的作品」、「這般直接幸福的事物若加在美術中，未來將會多麼明亮」，因此就一同成為女僕在一起工作。
此時從客戶那裡聽到，「有個集合個性迥異女孩子的店」「有間不太清楚是什麼但覺得很有力量的店」被這樣形容的Live & Bar-「秋葉原DearStage」，又有了「要是在那裡每天都能唱歌」「如果去那裡將來絕對會發生什麼大事」的直覺，遂於2008年6月離職。第一次去DearStage不被錄用，便一邊在Mandarake打工、一邊進行獨立的偶像樂團活動，並一邊再去面試，直到2009年夏天的第三次應徵才被錄取。

### 出道
當時的成瀬有想成為動漫歌手的夢想，進DearStage也是這個主因。和前面敘述的相同，完全沒有想成為偶像的想法，倒不如說是對偶像的印象很不好。在入店時「電波組.inc」已結成，於SHIBUYA BOXX舉辦首次舞台演出時看眼裡，覺得「老實說，距離自己好遠」。另一方面，則與古川未鈴組成「水玉Online」進行活動。
入店約一年後，製作人福嶋麻衣子勸說成瀬「瑛醬進來吧～」，2010年6月3日和跡部みゅ一同加入電波組.inc。加入的契機主要是「這團體擁有(動漫歌曲有名的)畑亜貴和小池雅也作詞作曲的歌曲」這強大的理由，當初是以獨唱志向強力地進行活動。
加入後一、二年間一直有辭退的想法，後來與時裝相關的工作增加，以及有「最前ゼロゼロ」的演唱會，而開始加速覺得｢秋葉原以外的人能從電波組.inc得到樂趣的真實感。」，才開始真正對電波組.inc盡全力投入。另外，加入前的電波組.inc整體老實溫順的印象令她覺得「和自己不合」，加入後有制作了「わっほい? お祭り.inc」等等「明亮有喧鬧感」的歌曲，覺得和自己的印象有契合，本人說「雖然在意外的心情下加入，(但是在改變了團體色彩的方面)說不定應該是還好有加入了呢。」
據製作人福嶋所述，電波組.inc活力的基礎是「負能量」，為了能將它淨化「轉換為正能量」鼓勵成長，這個教育工作最好是由成瀬來做。福嶋從成瀬一進 DearStage 的瞬間開始，就覺得｢想讓她加入電波組.inc」「她的個性、聲音、完全和電波組.inc相應」(成瀬前兩次到DearStage面試落選，是因為福嶋當時未參加她的面試)。
如前述，當初的電波組.inc因為有著老實溫順、冷靜不熱鬧的印象，福嶋早先就認為「這樣是不能唱電波歌的啊！」，決定在其中加入成瀬時，福嶋是想要「把不足的這一塊補上」。成瀬在當初二人組合的前身偶像團體「電波組」到發展為六人偶像團體「電波組.inc」之中，擔任著接近團體印象中樞的成員。
在2015年1至3月播放的動畫「Doamaiger D」中負責法堂アンナ一角的配音。同年5月起，開始於富士電視台On Demand上播送「でんぱ組.inc 成瀬瑛美がアゲアゲでマンガを紹介する番組」。這也是成瀬瑛美第一個冠名的節目。
她於2019年出演Star☆Twinkle 光之美少女角色星奈光／星空天使，是該系列歷史上由歌手/偶像配音的主要角色。

## 人物
「明亮的個性｣特別為人所知，在電波組.inc成員中可以用「太陽」來形容她。傳說TOY'S FACTORY的社長去DearStage時，因為受到成瀬瑛美的接待，才促成了電波組.inc的正式出道。基本上都會正面思考，據說若一旦陷入負面思考的情緒時可能會有再也回不來原本的狀態的可怕影響，所以一直小心地過著避免落入的狀況。
喜歡的食物是炸牡蠣、蕨餅、饅魚、蟹膏、布丁、蛋包飯。對章魚過敏。Rap很拿手，經常出現在歌曲中。口頭禪是「Babyuun!」。
在女僕咖啡廳打工時，為了讓來店裡的人們都感到幸福，所以一定會觀察分析來客的「來這裡是想看到什麼」再進行接待。不過，出道前夢眠ねむ來店裡時，卻完全無法分析她是為了什麼目的而來的。
藝名是從漫畫純情房東俏房客的女主角成瀨川奈留的名字而來的。「我想像成瀨川奈留一樣」的想法，於是取了前兩個字來使用，並加上本名的「瑛美」。
人生最初的記憶是「拿著黃色的剪刀剪紙，剪了好多個星星排放著」。據說代表色黃色是碰巧的。

### 關於興趣、漫畫
自己說過「與其說是興趣改變，不如說是有興趣的事物變多了」。「無法壓抑好奇心」「因為不知道什麼時候會死掉，只好什麼都成為興趣」「不論誰提到了什麼，總之接受就是了」抱持這樣的想法。
「沒有我難對付的漫畫」、「雖然有不合我喜好的漫畫，但有些能成為自己貴重的讀書體驗像是確實能感動人的部份，就會覺得有看這漫畫真是太好了。」這樣地想著。漫畫對於成瀨來說，是「沒有就活不下去的存在」接近這樣的感覺，與其說是興趣或娛樂，不如說是生活的一部份。
有漫畫的連載是個人一生的最終目標。

## 作品

### 參加作品
- 『JOYSOUND presents アニソントランス ラボラトリー 〜ファースト レポート〜』（2011年3月2日、Universal Music）
  1. 侵略ノススメ☆（Vocal參加）

## 演出

### 網路發佈
- 「LOVEきゅんフィッシング」（2013年至2015年，朝日電視台Douga）
- 水鏡レポート『ブラウザ三国志』『ブラウザ キングダムライジング』（2013年，NicoNico）
- 電波組.inc 成瀨瑛美情緒高漲地介紹漫畫的節目（日语：でんぱ組.inc 成瀬瑛美がアゲアゲでマンガを紹介する番組） （2015年5月22日起隔週五晚間6點，於富士電視台On Demand播出）[37]

### 電視
- 電波組.inc 成瀨瑛美情緒高漲地介紹漫畫的節目〜難道真的前進地上波了好高興Babyuun SP!!〜（日语：でんぱ組.inc 成瀬瑛美がアゲアゲでマンガを紹介する番組） （2015年7月24日、27:30 - 28:10、富士電視台）-網路節目的地上波放送版[47]
- いらこん〈從富士電視台來的喔～!!（日语：フジテレビからの〜!）〉 （2014年5月16日到2015年3月20日，富士電視台）[48]

### 動畫
- 偶像學園 插入歌「Wake up my music」負責角色 星宮蘋果（ミヤ）歌唱的部份。
- Doamaiger D（日语：ドアマイガーD） （2015年1月 - 3月、京都放送/神奈川電視台） - 角色 法堂安娜[36]
- HUG！光之美少女（2019年1月、朝日電視台/朝日放送電視台－角色 星奈光／星空天使）
- Star☆Twinkle 光之美少女（2019年2月－2020年1月、朝日電視台/朝日放送電視台－角色 星奈光／星空天使）
- 開闊天空！光之美少女（2023年4月、朝日電視台/朝日放送電視台－角色 星奈光／星空天使）

### 動畫电影
2019年
- 劇場版 光之美少女 Miracle Universe（星奈光／星空天使[49]）
- 劇場版 Star☆Twinkle 光之美少女：滿懷思念的星之歌（星奈光／星空天使）

2020年
- 光之美少女 Miracle Leap 與大家不可思議的一天（星奈光／星空天使[50]）

2023年
- 光之美少女 All Stars F（星奈光／星空天使）

### 電影
2020年
- 魔進戰隊煌輝者Episode ZERO（星奈光／星空天使）[† 3]

## 腳注

### 出處
1. ↑  . TOWER RECORDS. 2013-05-29  [2015-08-10]. （原始内容存档于2018-12-30）.
2. 1 2 3 4 5  IDOL AND READ, p66
3. ↑  . デイリースポーツ (神戸新聞社). 2015-06-12  [2015-08-10]. （原始内容存档于2019-04-15）.
4. ↑  . 2011-05-16  [2015-08-10]. （原始内容存档于2012-05-17）.
5. ↑  .   [2015-08-10]. （原始内容存档于2017-12-14）.
6. 1 2  . Oricon Style. 2015-08-03  [2015-08-10]. （原始内容存档于2019-12-22）.
7. ↑  . CDJournal. 音楽出版社.   [2015-08-20]. （原始内容存档于2019-12-22）.
8. ↑  . cakes (ピースオブケイクス). 2013-02-15  [2015-08-20]. （原始内容存档于2020-12-04）.
9. 1 2 3 4 5 6 7 8  DEMPA BOOK, p70
10. 1 2  IDOL AND READ, p67
11. 1 2  IDOL AND READ, p68
12. ↑  IDOL AND READ, p68-69
13. 1 2 3  IDOL AND READ, p69
14. 1 2 3 4  DEMPA la mode, p67
15. ↑  IDOL AND READ, p69-70
16. 1 2 3 4  IDOL AND READ, p70
17. ↑  でんぱの神神DVD BOXビリワン, LEVEL.4 特典映像/該当時間0:05:09 - 0:05:35
18. 1 2  でんぱの神神DVD BOXビリワン, LEVEL.4 特典映像/該当時間0:15:58 - 0:26:54
19. ↑  でんぱの神神DVD BOXビリワン, LEVEL.4 特典映像/該当時間0:01:29 - 0:01:41
20. ↑  でんぱの神神DVD BOXビリワン, LEVEL.4 特典映像/該当時間0:08:12 - 0:08:50
21. ↑  でんぱの神神DVD BOXビリワン, LEVEL.4 特典映像/該当時間0:12:48 - 0:15:56
22. 1 2 3  IDOL AND READ, p71
23. 1 2 3  DEMPA BOOK, p71
24. 1 2  IDOL AND READ, p71-72
25. ↑  IDOL AND READ, p72-73
26. 1 2 3 4 5 6  IDOL AND READ, p73
27. 1 2  . ウレぴあ総研. ぴあ: 2. 2013-03-25  [2015-08-12]. （原始内容存档于2018-06-13） （日语）.
28. 1 2 3  . リアルサウンド. blueprint: 1. 2014-08-24  [2015-08-12]. （原始内容存档于2021-02-14） （日语）.
29. ↑  IDOL AND READ, p.74
30. ↑  IDOL AND READ, p.74-75
31. ↑  IDOL AND READ, p.75-76
32. 1 2 3  IDOL AND READ, p.76
33. 1 2 3  IDOL AND READ, p.77
34. ↑  でんぱブック, p.131
35. 1 2 3 4 5  DEMPA BOOK, p.97
36. 1 2  . ドアマイガーD. 神奈川電視台.   [2015-08-02]. （原始内容存档于2019-05-22） （日语）.
37. 1 2  . ナタリー. ナターシャ. 2015-05-22  [2015-07-30]. （原始内容存档于2019-12-22） （日语）.
38. ↑  . 產經新聞 (產業經濟新聞社). 2015-05-22  [2015-07-31]. （原始内容存档于2018-07-13） （日语）.
39. ↑  スター☆トゥインクルプリキュア：でんぱ組・成瀬瑛美がプリキュア声優に　小原好美、安野希世乃、小松未可子も （页面存档备份，存于）,毎日新聞デジタル,2018年12月27日
40. ↑  アイドル初！「スター☆トゥインクルプリキュア」主人公の声に「でんぱ組．ｉｎｃ」成瀬瑛美 （页面存档备份，存于）,スポーツ報知,2018年12月27日
41. ↑  「スター☆トゥインクルプリキュア」キャスト決定！！ （页面存档备份，存于）,『スター☆トゥインクルプリキュア』東映アニメーション公式サイト,2018年12月27日
42. ↑  . ORICON STYLE (oricon). 2014-03-15  [2015-08-20]. （原始内容存档于2017-06-22）.
43. ↑  . modelpress (Netnative). 2014-12-08  [2015-08-20]. （原始内容存档于2019-12-22）.
44. ↑  DEMPA BOOK, p72
45. ↑  DEMPA la mode, p58
46. 1 2  IDOL AND READ, p72
47. ↑  . gooテレビ番組. NTTレゾナント/ワイヤーアクション.   [2015-08-02]. （原始内容存档于2016-03-04） （日语）.
48. ↑  . gooテレビ番組. NTTレゾナント/ワイヤーアクション.   [2015-08-02]. （原始内容存档于2016-03-04） （日语）.
49. ↑  .   [2019-01-22]. （原始内容存档于2019-01-13） （日语）.
50. ↑  .   [2020-01-07]. （原始内容存档于2019-12-10）.